# 3733 Yoshitomo
3733 Yoshitomo је астероид главног астероидног појаса чија средња удаљеност од Сунца износи 2,399 астрономских јединица (АЈ).
Апсолутна магнитуда астероида је 13,0.